# George Hillyard
George Whiteside Hillyard (Hanwell, 6 de fevereiro de 1864 - Pulborough, 24 de março de 1943) foi um tenista britânico. Medalhista olímpico de ouro em duplas com Reginald Doherty .
Sob sua supervisão o All England Club de 1907 até 1925, o Torneio de Wimbledon mudou-se para atual sede na Church Road. Hillyard tambem foi um exímio jogador de críquete e golf.

## Grand Slam finais

### Duplas (2 vices)
| Ano  | Campeonato | Parceiro     | Oponentes                      | Placar                  |
| 1889 | Wimbledon  | Ernest Lewis | Ernest Renshaw William Renshaw | 4–6, 4–6, 6–3, 6–0, 1–6 |
| 1890 | Wimbledon  | Ernest Lewis | Joshua Pim Frank Stoker        | 0–6, 5–7, 4–6           |